# Natalia Czmutina

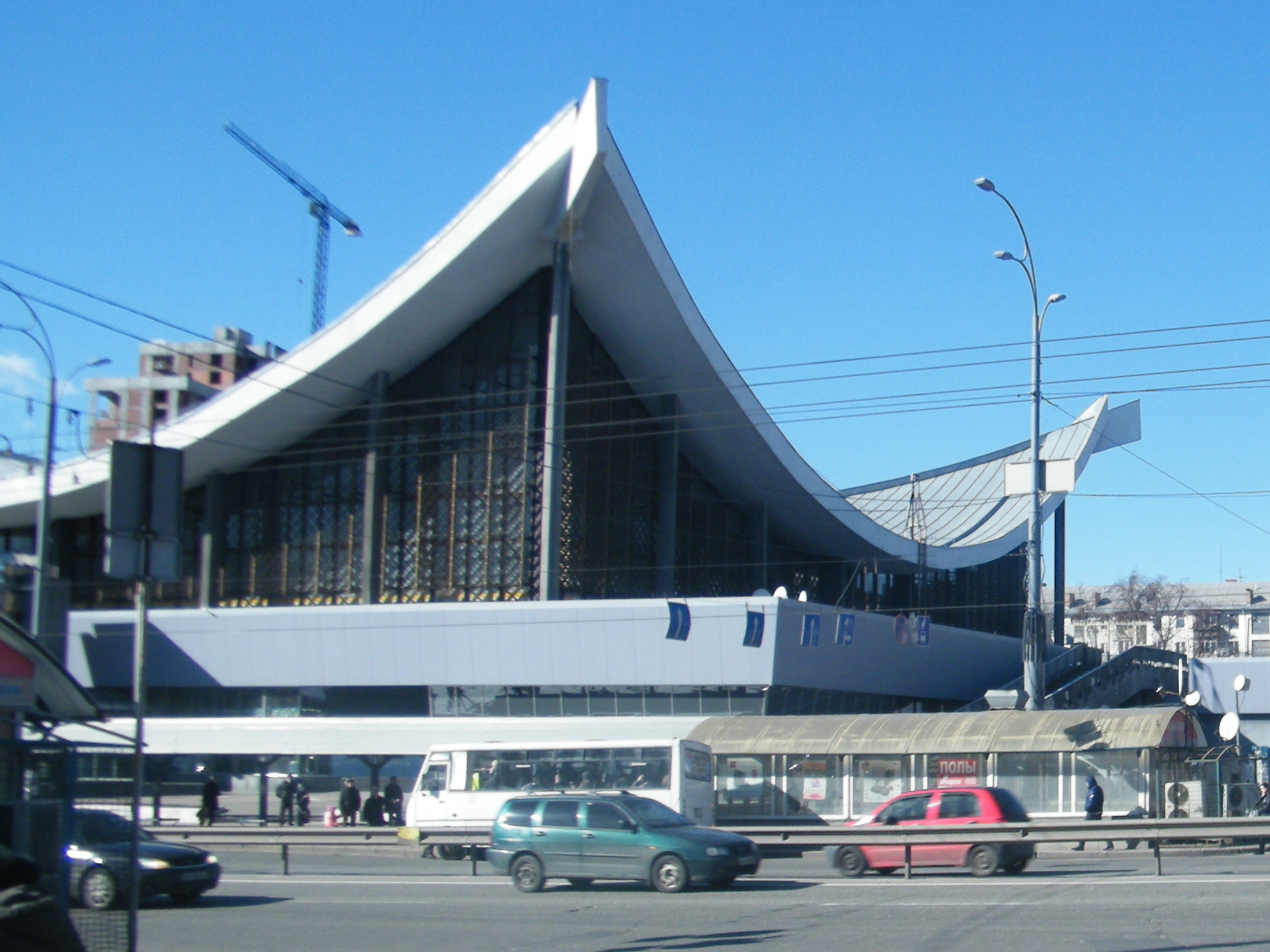
Dom Meblowy w Kijowie

Natalia Czmutina (Наталія Чмутіна, ur. 18 grudnia 1912 w Kijowie, zm. 8 listopada 2005 tamże) – ukraińska architektka, członkini Unii Ukraińskich Architektów. Wykładowczyni na Narodowej Akademii Sztuk Wizualnych i Architektury w Kijowie. Znana głównie z modernistycznych realizacji w Kijowie.

## Życiorys
Urodziła się w Kijowie w 1912 roku. W latach 1918–1926 żyła ze swoją babcią w Aramilu, gdzie ukończyła szkołę średnią. Później uczyła się języków obcych, ukończyła także kursy z rysunku.
W latach 1930–1936 studiowała architekturę na Wydziale Architektury Kijowskiego Instytutu Budownictwa, w studiu Wołodymyra Zabołotnego. Jako członkini jego zespołu, wzięła udział w konkursie na projekt siedziby rządu Rady Najwyższej Ukrainy w Kijowie, który wygrali. W 1940 wyszła za mąż za innego architekta, Wiktora Iwanowicza Łazarenkę.
Uciekła z Kijowa po jego oblężeniu w 1941. Pracowała później w Aramilu, Moskwie i Iwanowie. Powróciła do ukraińskiej stolicy szybko po jej wyzwoleniu.
Po wojnie, w 1946 zaczęła wykładać na Narodowej Akademii Sztuk Wizualnych i Architektury w Kijowie, gdzie pracowała do 1999 roku. W 1952 została pierwszą kobietą w ZSRR, która otrzymała tytuł kandydata nauk z dziedziny architektury. W 1965, dzięki swojej znajomości niemieckiego i francuskiego, umożliwiono jej udział w VIII Kongresie Międzynarodowej Unii Architektów w Paryżu.
W 1971 roku zaprojektowała Dom Meblowy w Kijowie. Łączył on w sobie funkcje zarówno handlowe jak i ekspozycyjne: jego wystawy odzwierciedlały układ prawdziwych pokojów i kładły duży nacisk na standaryzację. Obiekt powstał z najnowocześniejszych ówcześnie materiałów: żelbetu i szkła, które dodatkowo zostały przez architektkę wyeksponowane. Konstrukcja umożliwiła również zwiększoną ekspozycję wnętrza przez zastosowanie ścian kurtynowych, co było szczególnie istotne ze względu na funkcję Domu Meblowego.
Czmutina zmarła w 2005. W 2012, w stulecie jej urodzin, odsłonięto tablicę ją upamiętniającą przy ul. Włodzimierskiej 22, przy której mieszkała.

## Galeria

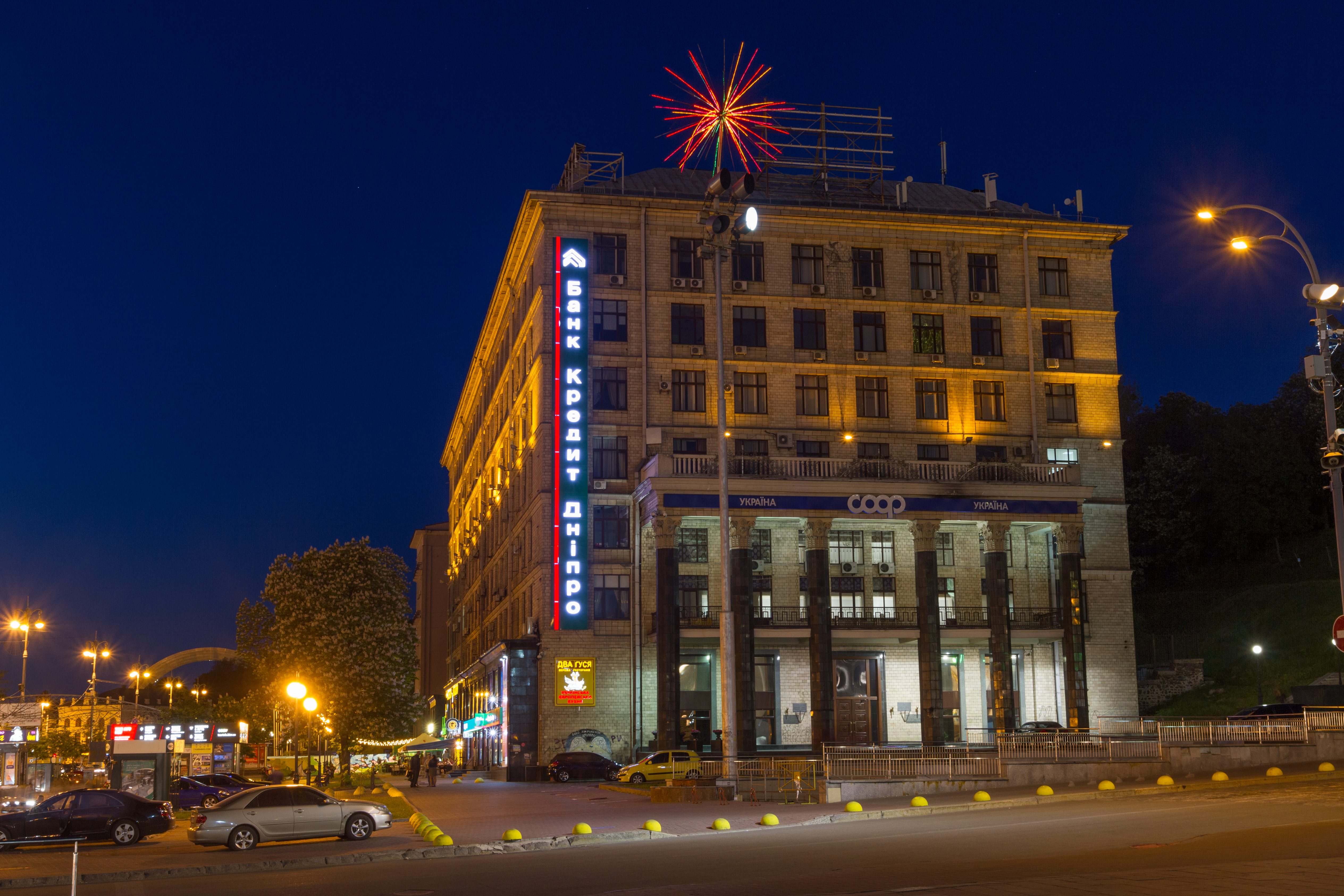
Siedziba Ukoopspilka, Kijów, 1957-1964
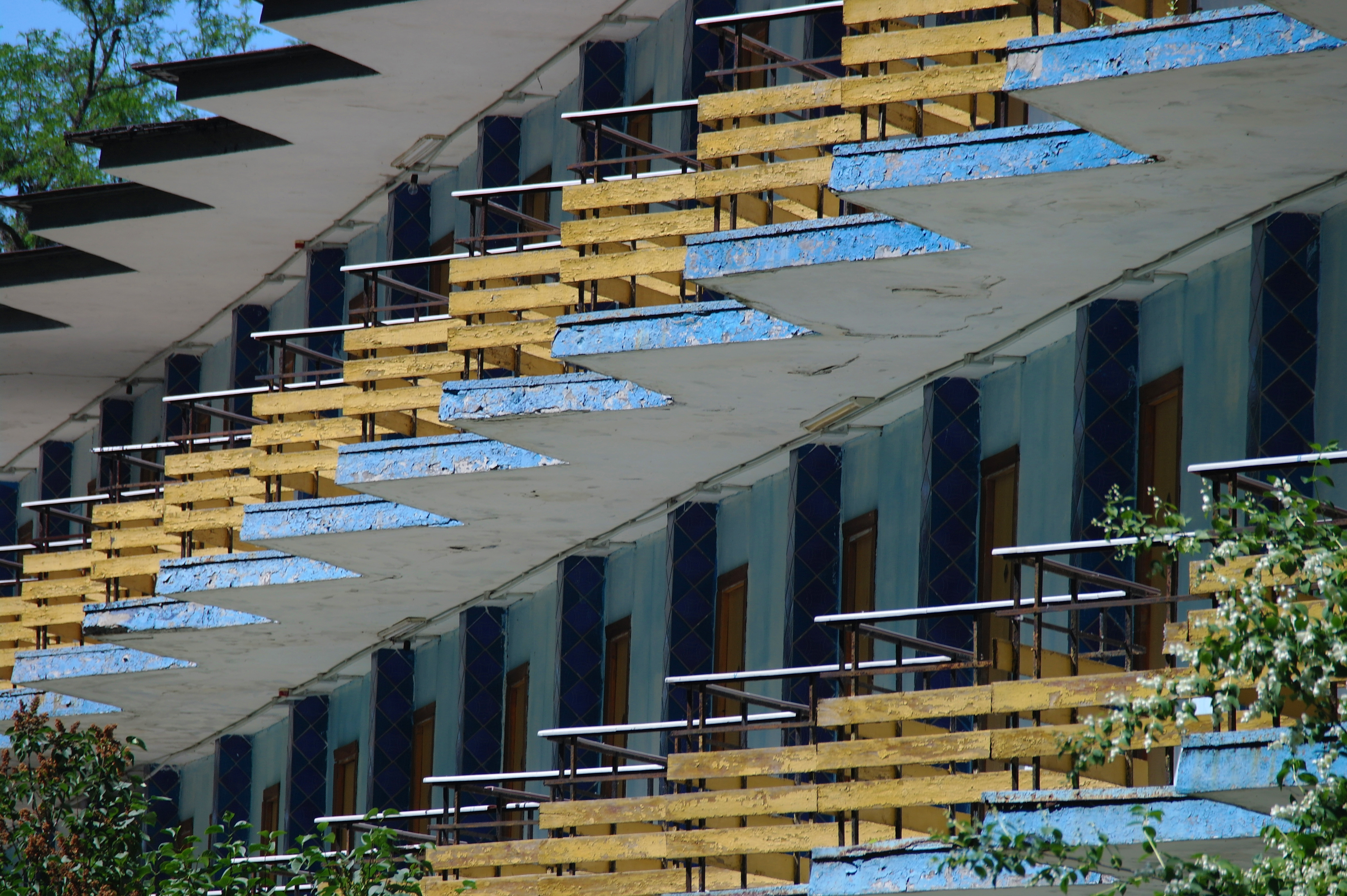
Hotel Tarasova Gora, Kaniów, 1962
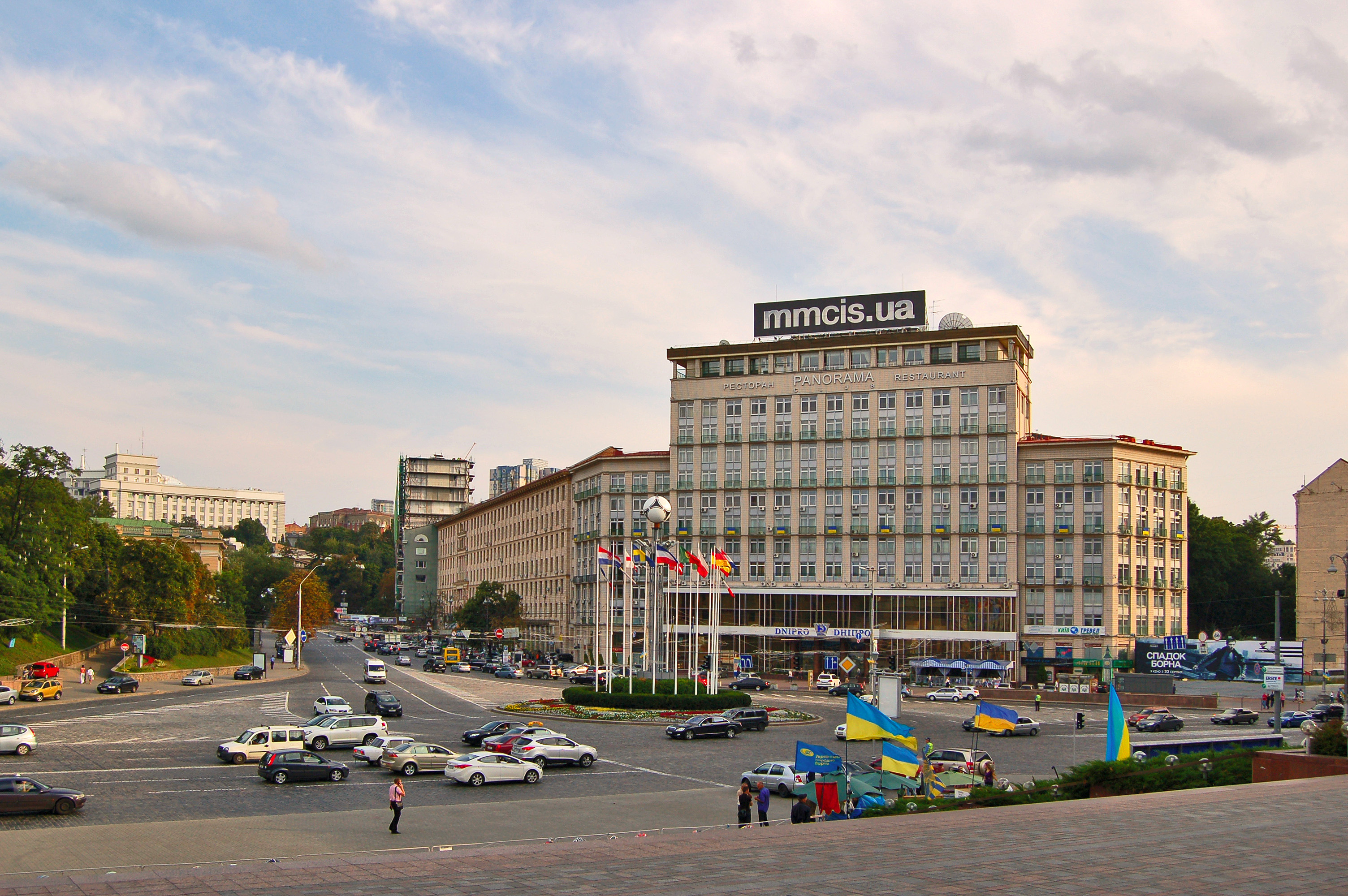
Hotel Dnipro przy pl. Europejskim, Kijów, 1959-1964
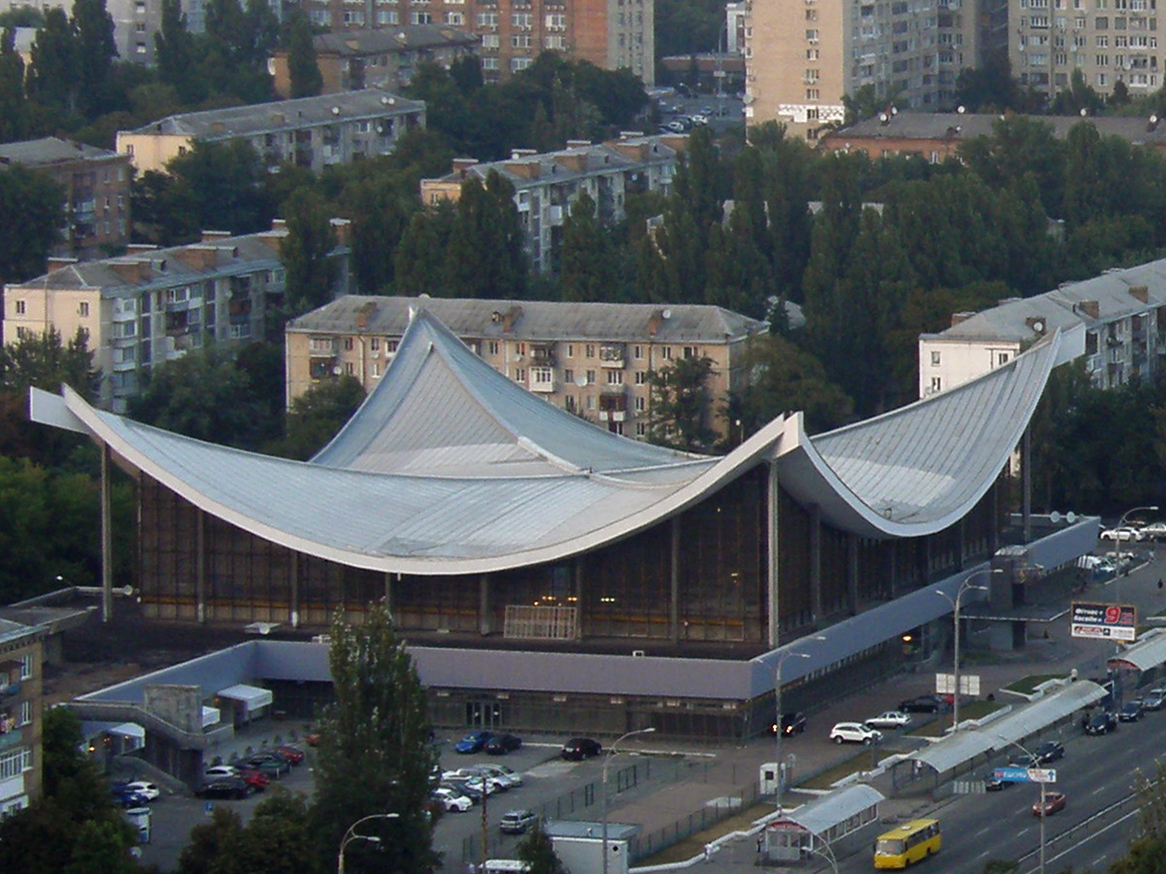
Dom Meblowy, Kijów, 1963-1967
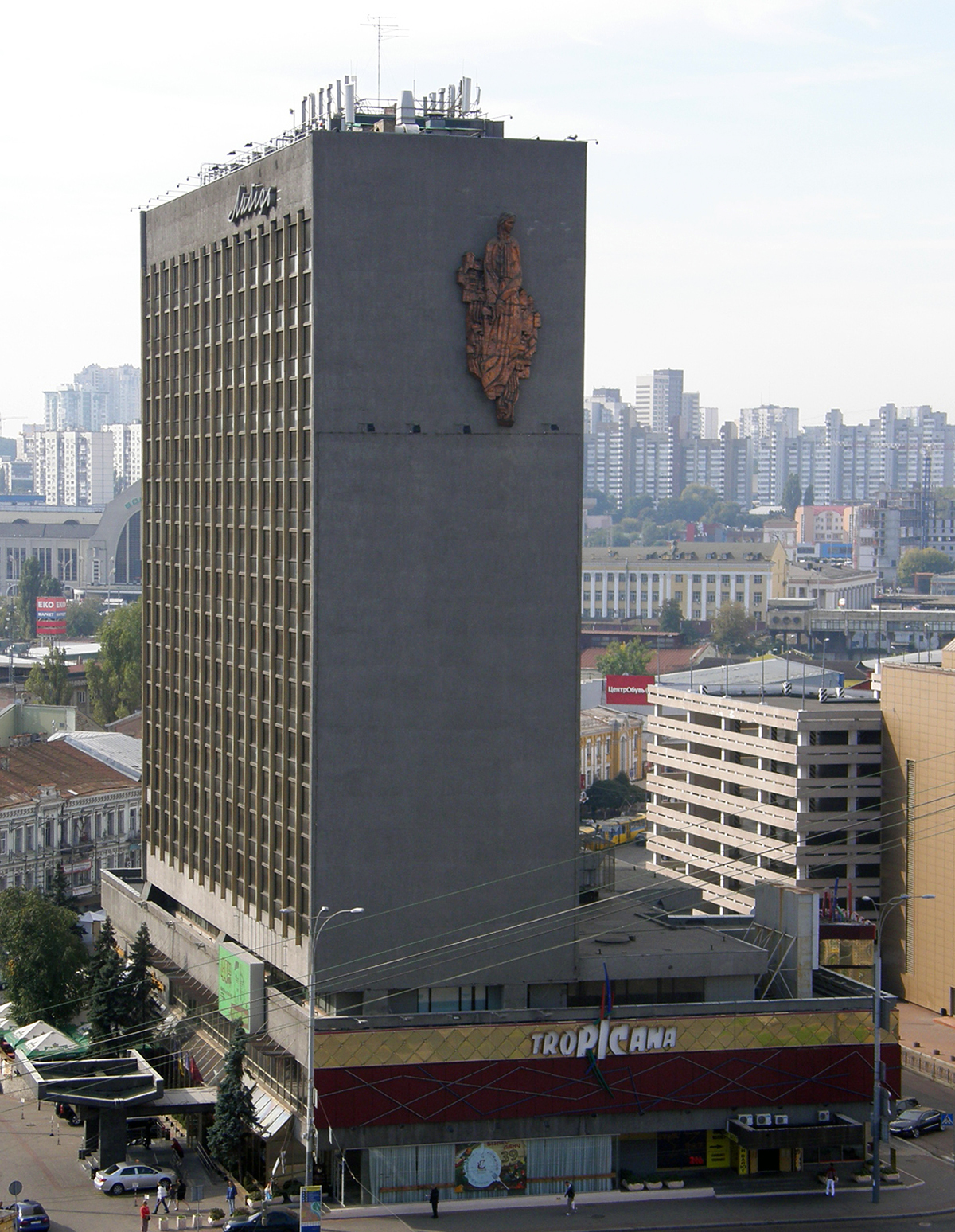
Hotel Lybid przy pl. Zwycięstwa, Kijów, 1965-1970